# Merkwürdiges Beispiel einer weiblichen Rache

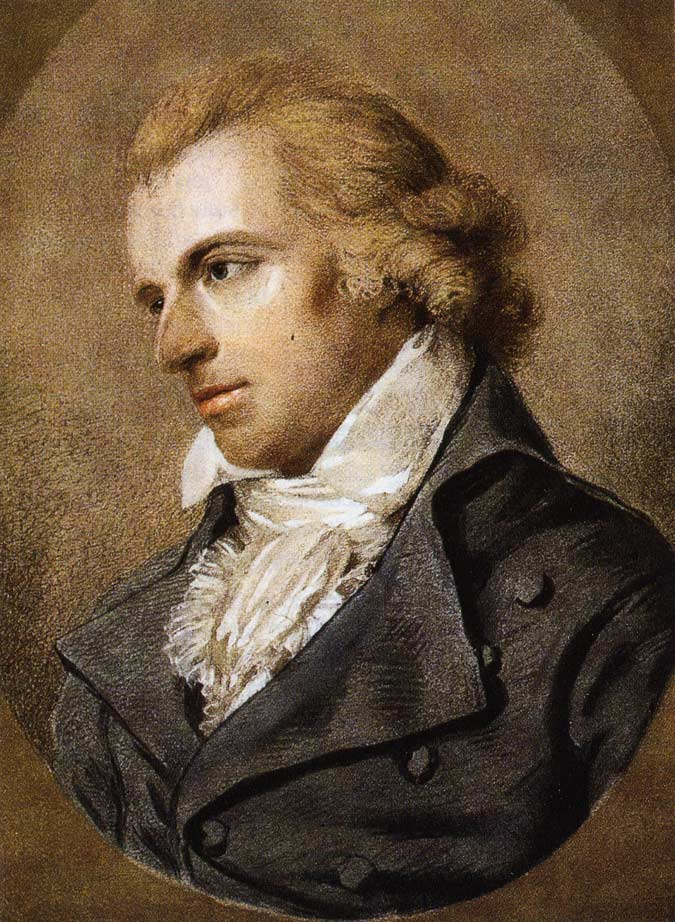
Friedrich Schiller (1794)

Merkwürdiges Beispiel einer weiblichen Rache ist der Titel einer Übersetzung von Friedrich Schiller. Er veröffentlichte sie 1785 in der von ihm herausgegebenen Zeitschrift Rheinische Thalia und zwei Jahre später mit dem hinzugefügten Untertitel Aus einem Manuskript des verstorbenen Diderot gezogen in der Thalia.
Schiller wählte eine Episode aus dem noch nicht publizierten Roman Jacques der Fatalist und sein Herr von Denis Diderot und formte daraus eine eigenständige Erzählung.
In ihr geht es um eine Marquise, die sich durch eine geschickt eingefädelte Intrige an ihrem ehemaligen Liebhaber rächen will. Von der Schönheit und vorgespielten Sittsamkeit einer jungen Dame hingerissen, heiratet er sie nach langer Werbung und erfährt am nächsten Tag von ihrer Vergangenheit als Prostituierte.

## Inhalt
Frau von P*** (die Marquise), eine „reiche Witwe von Stande, voll Klugheit, Artigkeit und Welt, aber stolz und von hohem Geist“, lässt sich nach langer, „fruchtloser Gegenwehr“ auf eine Beziehung mit dem Marquis von A*** ein, der „so so von der weiblichen Tugend“ denkt.
Nach einigen Jahren fühlt sie sich vernachlässigt und befürchtet, seine Gefühle könnten sich verflüchtigt haben. Um dies zu prüfen, spielt sie ihm vor, ihre Liebe wäre erloschen, was ihn zu dem Geständnis veranlasst: „Ich war der erste, bei dem sie aufhörte.“
Im Verlauf des gezwungenen Gesprächs gibt sie vor, ihre ursprüngliche „Liebe in die zärtlichste Freundschaft verwandeln“ zu wollen, worauf er sich einlässt und bereits die Rückkehr seiner Gefühle ankündigt.
Tatsächlich ist sie tief verletzt und beschließt, sich an ihm zu rächen – „zum Schrecken der Männer, die sich gelüsten lassen, eine Frau von Ehre zu betrügen …“
Sie trifft sich mit einer früheren Bekannten aus der Provinz, Mme. Duquenoi, die nach einem verlorenen Prozess in wirtschaftliche Not geraten ist und mit ihrer Tochter, einer sehr schönen und gebildeten jungen Frau, unter den Namen Madame und Mademoiselle Aisnon, in Paris zehn Jahre lang in einem Gasthof ein Freudenhaus betreibt. Um das widerwillig ausgeübte, „schimpflich(e) Handwerk“ aufgeben und gesellschaftlich aufsteigen zu können, stimmt sie dem Plan der Marquise zu, auf deren Kosten in ein anderes Stadtviertel zu ziehen, dort ein frommes und bescheidenes Leben zu führen, ihre Anweisungen zu befolgen und sie über alle Vorgänge zu informieren.
Nach einigen Monaten arrangiert Frau von P*** im königlichen Garten eine scheinbar zufällige Begegnung der beiden Frauen mit dem Marquis von A***, mit dem sie sich nach wie vor trifft und den sie freundlich behandelt, als wäre nichts vorgefallen. Wie erwartet, ist er von der Tochter fasziniert und legt alles darauf an, sie näher kennenzulernen. So erkundigt er sich in den folgenden Monaten immer wieder nach den beiden, lässt sie beobachten und erfährt, dass sie regelmäßig in die Kirche gehen und ein gottesfürchtiges Leben zu führen scheinen. Er gesteht der Marquise seine Leidenschaft, die so weit geht, den Frauen in die Messen zu folgen: „Die Tochter ihrer Freundin – o sie hat einen tiefe Wirkung auf meine Herz gemacht.“
Viele Versuche, sie mit Geschenken für sich zu gewinnen, scheitern an der bigotten Haltung der beiden, und selbst der bestochene Beichtvater kann durch seine Reden und Einflüsterungen – ob sie es denn wagen könne, sich der „Leidenschaft eines Mannes“ zu widersetzen, ja ihn „sterben zu lassen“ – und einen übermittelten Liebesbrief nichts ausrichten.
Als der verzweifelte Marquis sehr viel Geld verspricht und ein Kästchen mit kostbaren Juwelen schickt, sind die Frauen bereit, auf den Handel einzugehen. Frau von P*** aber droht, das Lügengebäude einstürzen zu lassen, wenn ihre Anweisungen nicht befolgt werden, und zwingt die beiden, den wertvollen Schmuck zurückzusenden. Selbst die Hälfte seines Vermögens und eine Leibrente müssen sie nach einer heftigen Unterredung ausschlagen. Endlich ist der Marquis bereit, die Angebetete zu heiraten. Seine Freundin heuchelt Besorgnis, übermittelt indes den Heiratsantrag, und zwei Wochen später wird die Ehe geschlossen.
Am nächsten Tag bestellt Frau von P*** den Marquis zu sich, schockiert ihn mit der Vergangenheit seiner Ehefrau und lässt ihn in ihre Seele blicken: „Eine edle Frau hat sich Ihnen ganz hingegeben - Sie haben sie nicht zu erhalten gewußt - ich bin diese Frau; aber sie hat vergolten, Verräter, und dich auf ewig mit einer verbunden, die deiner würdig ist.“
Wider Erwarten der Marquise stürzt die Mesalliance ihren ehemaligen Geliebten jedoch nicht ins Unglück. Zwar ist er zunächst entsetzt, stößt seine Frau von sich und verflucht sie, vergibt ihr aber nach einer vierzehntägigen Reise, als er ihre tiefe Reue über die Intrige sieht. Sie erzählt ihm ihr trauriges Schicksal und versichert ihm glaubhaft, dass ihr Herz von dem ihr aufgezwungenen Gewerbe nicht vergiftet worden sei. Seine Schwiegermutter verbannt er dagegen in ein Kloster, wo sie bald darauf stirbt. Er lernt seine Frau zu schätzen und verbringt drei Jahre auf seinen Gütern außerhalb von Paris mit ihr „– das glücklichste Ehepaar ihrer Zeiten.“
Der Erzähler verteidigt abschließend die Marquise gegenüber der vermuteten Empörung des Lesers. Das Ränkespiel sei eine verständliche Reaktion auf die Kränkung der Frau von P***: „Hassen und fürchten“ mag er sie, nicht aber „verachten“, habe sie des launenhaften Mannes wegen doch viele Opfer gebracht, seinem „Geschmacke sklavisch gehuldigt“ und ihren Ruf als Muster der Tugend verspielt, indem sie seinetwegen „zu dem gemeinen Haufen heruntergestürzt“ sei.
In einem Nachwort hält Schiller diese Verteidigung für unwirksam: Diderot „wird dennoch schwerlich den Abscheu hinwegräsonnieren, den diese unnatürliche That notwendig erwecken muß.“ Er lobt jedoch „die kühne Neuheit dieser Intrige“.

## Entstehung und Hintergrund
Nach dem Tode Diderots gelangte eine Abschrift seines Romans in den Besitz Wolfgang Heribert von Dalbergs, des Intendanten des Mannheimer Nationaltheaters, an den Schiller sich nach der Uraufführung seines Dramas Die Räuber mehrfach wegen weiterer Projekte gewandt hatte. Er überreichte Schiller den Text mit der Bitte, ihn zu übersetzen.
Wie dieser im Nachwort schrieb, war er von der „kühne[n] Neuheit dieser Intrige, [der] unverkennbare[n] Wahrheit der Schilderung, [der] schmucklose[n] Eleganz der Beschreibung“ derart fasziniert, dass er der Versuchung nicht widerstehen konnte, sie zu übersetzen.
Die französische Erstausgabe des Romans erschien erst zwölf Jahre nach dem Tod des Verfassers in Paris und somit nach Schillers Teilübersetzung ins Deutsche. Schillers deutsche Version wiederum wurde 1793 ins Französische zurückübersetzt und eigenständig veröffentlicht.
15 Jahre später befasste Schiller sich erneut mit Diderot und überarbeitete die Erzählungen Die Nonne und Die neue Pamela, die seine Frau Charlotte aus dem Französischen übersetzt hatte und die im März und Mai 1800 in der Zeitschrift Flora veröffentlicht wurden.

## Vorlage

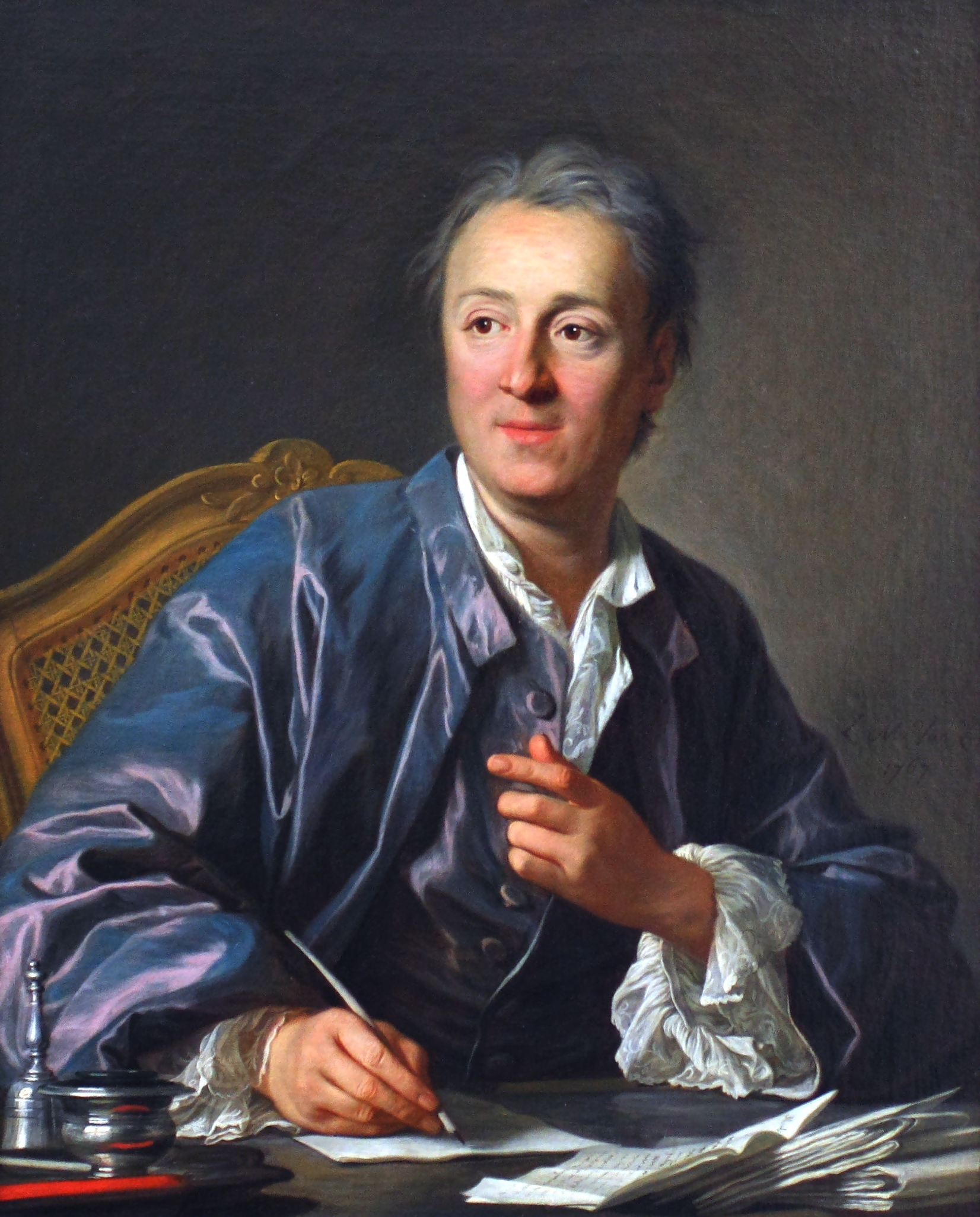
Denis Diderot, Gemälde von Louis-Michel van Loo, 1767

In seinem Roman schickt Diderot die beiden Protagonisten, Jacques und seinen adligen Herrn, durch Frankreich und lässt sie dabei über allerlei amouröse Abenteuer plaudern, während sich der allwissende Erzähler häufig mit Bemerkungen und Reflexionen einmischt. Die so entstandene, scheinbar ungeordnete Handlungsstruktur lässt den Einfluss des Romans Tristam Shandy von Laurence Sterne erkennen.
In der von Schiller aufgegriffenen Episode geht es um die Rache der Madame de La Pommeraye an ihrem ehemaligen Liebhaber, dem Marquis des Arcis, der sie erobert und nach einigen Jahren fallenlässt. In seiner Übertragung wich er von der Vorlage in mehrfacher Hinsicht ab. So strich er die Rahmenhandlung, verzichtete auf die Ich-Form und die zahllosen Unterbrechungen und Bemerkungen des Erzählers, behielt das Personal aber bei (aus Madame de La Pommeraye machte er Frau von P***) und forcierte den Fortgang der Entwicklung.
Schiller bemühte sich um eine eingängige Diktion und griff auch auf umgangssprachliche Redewendungen zurück. Um den deutschen Lesern entgegenzukommen, verzichtete er darauf, die höfisch-galanten Formeln der Vorlage zu übernehmen, die bei Diderot allerdings ironisch gebrochen sind.
Wie Peter-André Alt erläutert, verzichtete Schiller auf die differenzierte Darstellung aristokratischer Wendungen, weil es in Deutschland keine mit Frankreich vergleichbare einheitliche Sprachkultur gab, auf die er sich hätte beziehen können. So vermied er die Übernahme katholischer Frömmigkeitsformeln, die bei den Anweisungen Madame de La Pommerayes an die beiden „gefallenen Frauen“ für ihre Rolle als sittsame Bürgersfrauen eine Rolle spielen und von Diderot ebenfalls ironisch dargestellt worden waren.

## Verfilmung
1987 wurde der Stoff unter diesem Titel vom DDR-Fernsehen verfilmt. Regie führte Bodo Fürneisen, die Hauptrollen spielten Michael Gwisdek, Annekathrin Bürger und Zuzana Tlučková.